# Mohammad Reza Khalatbari
Pour les articles homonymes, voir Khalatbari.
Mohammad Reza Khalatbari (en persan : محمدرضا خلعتبری), né le 14 septembre 1983 à Ramsar, est un footballeur iranien.
Il évolue en 2014 à Sepahan au poste de milieu de terrain offensif.

## Carrière en club
Khalatbari est formé à l'école de football de Shamoushak. Il signe à Aboumoslem en 2004, avec lequel il atteint la finale de la Coupe d'Iran, perdue aux tirs au but face à Saba Qom.
En juillet 2005, il rejoint Zob Ahan où il suit sa progression individuelle et remporte finalement la Coupe d'Iran, en 2009.
Il fait cet été là un essai en Allemagne, au FC Cologne, qui ne le conserve pas, considérant qu'il n'est pas assez fort physiquement. De retour en Iran, il s'impose comme l'un des joueurs majeurs du championnat. Zob Ahan atteint la finale de la Ligue des champions asiatique en 2010 pour la première fois de son histoire.
En 2011 Khalatbari signe à Al-Gharafa au Qatar. Après des premiers mois décevants, il quitte le club pendant l'hiver.
Début 2012, il rejoint Al Wasl Dubaï aux Émirats arabes unis, entrainé par Diego Maradona. Titulaire, il atteint la finale de la Coupe du golfe des clubs champions, perdue face à Al-Muharraq aux tirs au but.
Pendant l'été 2012, il fait son retour en Iran en signant avec le champion en titre Sepahan. Pour sa première saison, il remporte la Coupe d'Iran. En championnat, il termine à titre individuel en tête du classement des passeurs (13) et parmi les meilleurs buteurs (14), mais son équipe termine à la troisième place. En fin de saison il est proche de signer à Ajman mais le transfert est annulé,.
Le 1er septembre 2013, le club iranien de Persepolis et Ajman s'accordent sur un transfert, estimé à 800 000 dollars. Il fait ses débuts lors du derby de Téhéran face à Esteghlal. Auteur de six buts, il contribue largement à la 2e place de son club en championnat, un classement qu'il n'a pas atteint depuis plusieurs années. En conflit financier avec Persepolis, il est libéré de son contrat en juillet 2014.
Khalatbari fait son retour à Sepahan où il signe un contrat de deux ans.

## Carrière internationale
Khalatbari joue comme ailier ou milieu offensif en sélection iranienne. Il est appelé la première fois le 30 novembre 2007. Il participe notamment au Championnat d'Asie de l'Ouest, puis aux éliminatoires de la Coupe du monde 2010 et de la Coupe d'Asie 2011.
Alors qu'il a joué un rôle actif dans la qualification de l'Iran pour la Coupe du monde 2014, il n'est pas retenu par le sélectionneur Carlos Queiroz.

## Palmarès
- Champion d'Iran en 2015 avec le Sepahan Ispahan
- Vainqueur de la Coupe d'Iran en 2009 avec Zob Ahan et en 2013 avec le Sepahan Ispahan